# Giorgio Tomaso Bagni

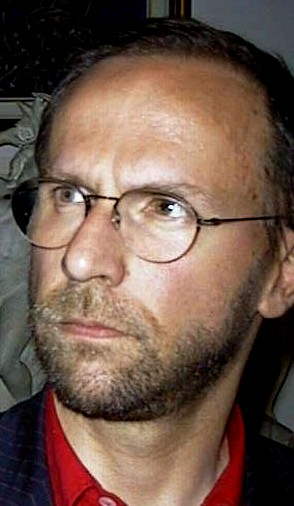
Giorgio T. Bagni

Giorgio Tomaso Bagni (Milano, 16 giugno 1958 – Treviso, 10 giugno 2009) è stato un matematico italiano.

## Biografia
Dopo la laurea in Matematica presso l’Università di Padova ha seguito diversi corsi di specializzazione: in Analisi Numerica all’Università della Calabria e in Informatica presso IBM di Novedrate. All’Università di Bologna ha collaborato con Bruno D’Amore come professore a contratto tenendo il corso di Storia della Matematica. Ha insegnato anche nelle Università di Querétaro, in Messico e all'Alta Scuola Pedagogica di Locarno, in Svizzera. Successivamente è diventato Ricercatore universitario confermato (Assistant Professor) in Matematiche Complementari dapprima presso il Dipartimento di Matematica dell’Università di Roma “La Sapienza” (dal 2000 al 2004) e successivamente presso il Dipartimento di Matematica e Informatica dell’Università di Udine (dal 2004 al 2009). Ha svolto attività di ricerca in Storia e Didattica della Matematica, ermeneutica, epistemologia ed algebra.
È autore di 25 libri e oltre 275 articoli scientifici.
Oltre all’attività di ricerca e insegnamento in campo universitario ha avuto incarichi in ambito nazionale ed internazionale: tra le altre è stato membro del Comitato Scientifico per la rivista “Bollettino dei Docenti di Matematica” di Bellinzona e del Comitato di Redazione di “Progetto Alice” di Roma, collaboratore dell’Istituto dell’Enciclopedia Italiana G. Treccani per la Storia della Scienza e Treccani Scuola. Ha preso parte all’Editorial Board per il CERME-5 (5th Congress of the European Society for Research in Mathematics Education) a Cipro nel 2007. È stato membro del “Nucleo di Ricerca in Didattica della Matematica” dell’Università di Bologna e ha fatto parte della direzione scientifica di diversi convegni “Incontri con la Matematica” a Castel San Pietro Terme (1996, 1997, 1998). È stato membro del “Consiglio di Presidenza” del Centro Ricerche Didattiche U. Morin di Paderno del Grappa e Presidente, e poi socio onorario, dell’Ateneo di Treviso. Ha tenuto relazioni e comunicazioni accettate di Didattica e Storia della Matematica nell’ambito di numerosi convegni nazionali ed internazionali.
Nel 2008 è stato nominato responsabile del Gruppo di ricerca sull’algebra dalla Società europea di ricerca in didattica della matematica (Erme).
È morto il 10 giugno 2009 a causa di un incidente in bicicletta.